# Que sa volonté soit faite
Que sa volonté soit faite (神のみぞ知るセカイ, Kami nomi zo shiru sekai, litt. Le monde que Dieu seul connait) est un manga écrit et illustré par Tamiki Wakaki. Il a été prépublié entre avril 2008 et avril 2014 dans le magazine Weekly Shōnen Sunday de l'éditeur Shōgakukan et a été compilé en un total de vingt-six tomes. La version française est éditée en intégralité par Kana.
Le manga a rencontré un succès important au Japon, si bien qu'il a été adapté en romans par Mamizu Arisawa en 2009 et 2010. Une adaptation en série télévisée d'animation a également été réalisée par le studio Manglobe, et a été diffusée entre octobre et décembre 2010 sur TV Tokyo. Une deuxième saison a ensuite vu le jour entre avril et juin 2011. Une troisième saison a été diffusée entre juillet et septembre 2013. Plusieurs OAV sont également sortis en édition limitée avec certains volumes du manga. Dans les pays francophones, l'anime est diffusé en simulcast sur Wakanim et à la télévision sur la chaîne Nolife.
En décembre 2012, le tirage total japonais du manga s’élevait à 5 500 000 d'exemplaires.

## Synopsis
Keima Katsuragi est un otaku expert des jeux vidéo de drague (galge) bien connu sur le net. Percer le cœur de pixel des héroïnes de jeux n'a pas de secret pour ce génie des jeux vidéo de simulation amoureuse, à tel point qu'il est surnommé sur internet « Le dieu tombeur ». Tout se complique lorsqu'il rencontre Elsy, démone venue de l'enfer, qui lui confie une mission : capturer le cœur de jeunes filles réelles pour renvoyer en enfer les démons qui se sont réfugiés en elles. Or, si virtuellement Keima est un séducteur hors pair, dans la vie, il ne supporte pas les filles réelles et leur caractère.

## Personnages
Le manga se concentre au début sur deux personnages : Keima Katsuragi, un lycéen japonais otaku spécialiste des jeux vidéo de drague, et Elsea de Lute Irma, dite Elsy, une jeune démone chargée de capturer des esprits en fuite dans le monde des humains. Les deux êtres sont liés par un pacte et ont une mission : Keima doit séduire de jeunes filles possédées par un esprit qui profite des failles de leurs cœurs pour s'y insinuer, afin de les libérer pour que Elsy les capture et les renvoie en enfer. À partir du chapitre 22, une autre démone chasseresse d'esprits les rejoint, Hakua de Lot Herminium.
Keima Katsuragi : C'est le personnage principal de l'histoire. Keima est un adolescent de taille moyenne, qui a des cheveux bruns avec une mèche qui se détache de ses cheveux, des yeux bruns et des lunettes. Il est surnommé Binoclard par ses camarades de classe. C'est un joueur expert dans les jeux-vidéo de drague. Il ne sépare jamais de sa PFP et y joue tout le temps, que ce soit en cours comme à la maison. Sa vie va être chamboulée à cause de l'arrivée d'Elsy, une jeune démone qui a pour mission de capturer et renvoyer en enfer les démons qui se sont enfuis pour se réfugier dans le cœur des humains. Keima et Elsy vont être liés par un pacte: Keima va devoir séduire les jeunes filles possédées par des démons pour que Elsy puisse ensuite capturer ces derniers. Seulement, Keima déteste les filles de la réalité car il trouve chez elles beaucoup trop de défauts par rapport aux filles virtuelles. Et il ne peut pas refuser de faire cette mission, au risque de se faire décapiter lui et Elsy par les colliers qui sont signes de leur pacte.

## Manga
Le one shot à l'origine de la série s'intitule Koishite!? Kami-sama!! (恋して!? 神様) et a été publié en 2007 par Shōgakukan dans le magazine Weekly Shōnen Sunday. La série a ensuite débuté en avril 2008 dans le même magazine, et s'est terminée en avril 2014. La série comporte ainsi un total de vingt-six volumes.
Une série dérivée nommée Magical Star Kanon 100% a été publiée dans le magazine Weekly Shōnen Sunday en 2013.
Il est édité en version française par Kana depuis mars 2011.

## Light novels
Un light novel nommé The World God Only Knows―God and the Devil and an Angel (神のみぞ知るセカイ―神と悪魔と天使, Kami nomi zo shiru sekai: Kami to Akuma to Tenshi), écrit par Mamizu Arisawa et illustré par Tamiki Wakaki est sorti le 19 mai 2009.
Un second light novel nommé The World God Only Knows 2 Prayer and Curse and Miracle (神のみぞ知るセカイ 2 祈りと呪いとキセキ, Kami nomi zo shiru sekai: Inori to Noroi to Kiseki) est sorti le 18 mai 2010.

## Anime
L'adaptation en série télévisée d'animation a été annoncée en avril 2010 dans le magazine Weekly Shōnen Sunday. Elle a été diffusée du 6 octobre au 22 décembre 2010 sur TV Tokyo. La deuxième saison a été annoncée en octobre 2010, et a été diffusée du 12 avril au 28 juin 2011. La troisième saison a été annoncée en décembre 2012, et a été diffusée du 8 juillet au 23 septembre 2013.
Dans les pays francophones, la série a été diffusée en simulcast par Wakanim,. La première saison a également été diffusée sur la chaine Nolife durant les vacances de Noël 2010, alors que la diffusion au Japon n'était pas encore terminée.
Plusieurs OAV ont également été produits et sont sortis avec les éditions limitées de certains tomes du manga. Le premier épisode, nommé Flag 0, est sorti le 17 septembre 2010 avec le tome 10 et sert de prologue à la première saison de la série télévisée. Le deuxième est sorti le 16 septembre 2011 avec le tome 14, le troisième le 18 octobre 2012 avec le tome 19, le quatrième le décembre avec le tome 20 et le cinquième le 18 juin 2013 avec le tome 22.

### Fiche technique
- Titre français : Que sa volonté soit faite
- Réalisation : Takayanagi Shigehito
- Auteur original : Tamiki Wakaki
- Chara-design : Watanabe Akio
- Musique : Matsuo Hayato
- Licencié par :
  -  Japon : TV Tokyo

- Nombre d'épisodes : 
  - Au Japon : 12 (saison 1) + 12 (saison 2) + 12 (saison 3)
  - En France : 12 (saison 1) + 12 (saison 2) + 12 (saison 3)
- Durée : 25 minutes
- Date de première diffusion : 
  -  Japon : depuis le 6 octobre 2010
  -  France : depuis le 20 décembre 2010 sur Nolife

### Doublage
| Personnages                 | Voix japonaises | Voix françaises   |
| --------------------------- | --------------- | ----------------- |
| Keima Katsuragi             | Hiro Shimono    | Marc Wilhelm      |
| Elsea « Elsy » de Lute Irma | Kanae Itou      | Amandine Longeac  |
| Hakua du Lot Herminium      | Saori Hayami    |                   |
| Ayumi Takahara              | Ayana Taketatsu |                   |
| Mio Aoyama                  | Aoi Yūki        |                   |
| Kanon Nakagawa              | Nao Tōyama      |                   |
| Shiori Shiomiya             | Kana Hanazawa   | Justine Hostekint |
| Jun Nagase                  | Aki Toyosaki    |                   |
| Kusunoki Kasuga             | Ami Koshimizu   |                   |
| Chihiro Kosaka              | Kana Asumi      |                   |
| Yuri Nikaido                | Atsuko Tanaka   |                   |
| Mari Katsuragi              | Ryoka Yuzuki    |                   |
| Ichirou Kodama              | Ryusei Nakao    |                   |